# Rue des Vieilles-Étuves-Saint-Honoré

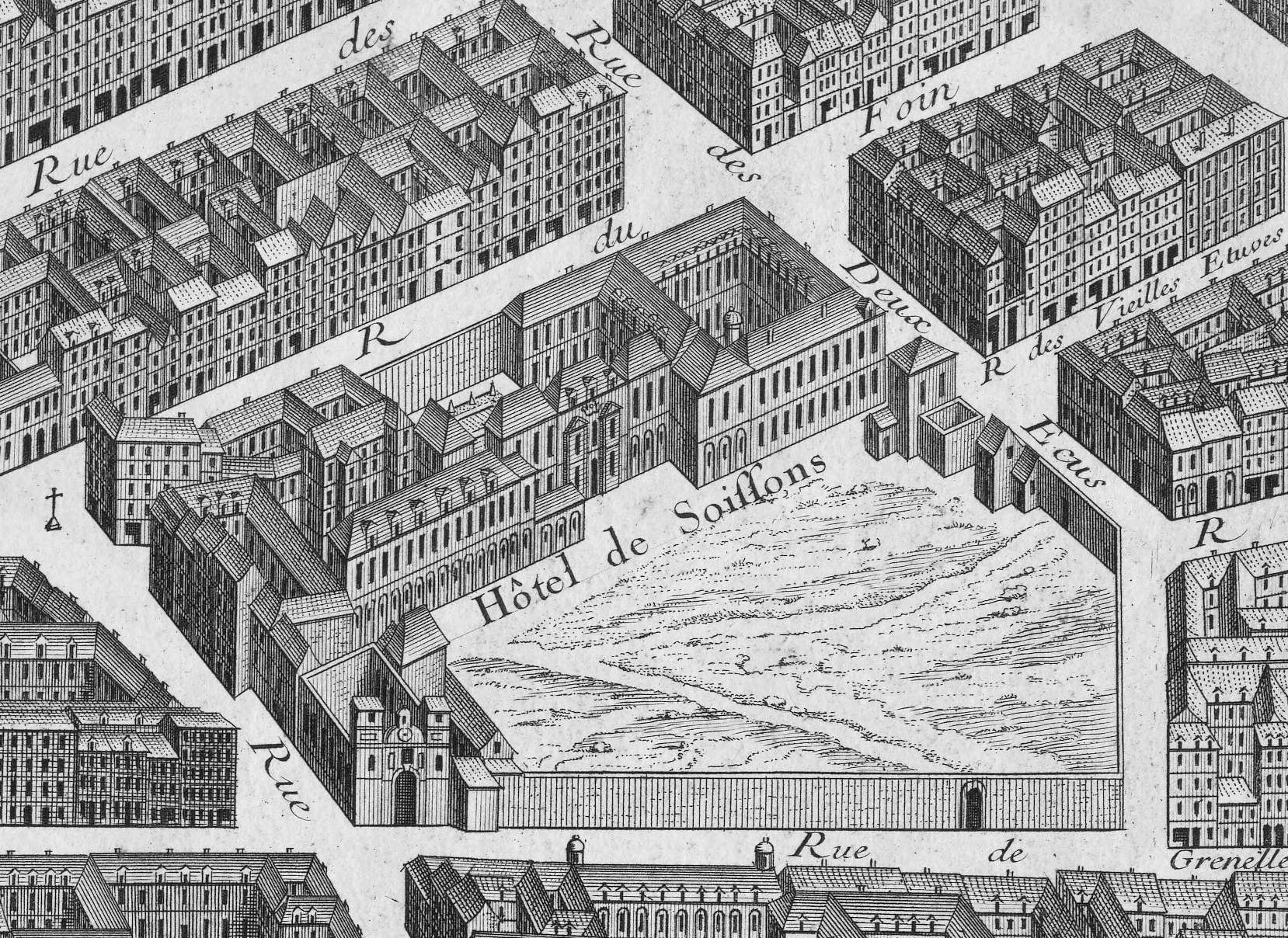
Hôtel de Soissons avec, à droite, coin des rues des Deux-Écus et des Vieilles-Étuves, détail du plan Turgot, 1739.

La rue des Vieilles-Étuves-Saint-Honoré  est une ancienne rue située dans l'ancien 4e arrondissement de Paris qui est absorbée en 1865 par la rue Sauval.

## Origine du nom
Elle porte ce nom car des étuves ou bains y étaient situées depuis les temps reculés.

## Situation
En 1817, la rue des Vieilles-Étuves-Saint-Honoré commençait aux 96-98, rue Saint-Honoré et finissait aux 19-21, rue des Deux-Écus. Elle était située dans l'ancien 4e arrondissement dans le quartier de la Banque-de-France,.
Les numéros de la rue étaient noirs. Longue de 70 mètres le dernier numéro impair était le no 13 et le dernier numéro pair était le no 16.

## Historique
Construite au début du XIIIe siècle, certains historiens comme Jacques Hillairet et Hercule Géraud supposent qu'elle se serait appelée « rue Jacques de Verneuil » ou plus simplement « rue de Verneuil » à la lecture d'un rôle de 1313, tandis que Henri Sauval pense qu'il s'agirait de la « rue Geoffroy-de-Baynes, ». L'ensemble de ces historiens s'accordent toutefois sur le fait que cette rue a changé de nom à partir de 1269 et qu'elle se prolongeait alors et jusqu'en 1292 jusqu'à la place Saint-Eustache.
Cette voie est citée dans Le Dit des rues de Paris de Guillot de Paris sous la forme « rue des Estuves ».
Elle portait toujours ce nom au début du XIVe siècle avant de prendre au milieu de ce même siècle le nom de « rue des Vieilles-Étuves » en raison de la présence puis de la disparition d'étuves qui y étaient situées.
Initialement, cette voie aboutissait à la rue de Nesle.
Catherine de Médicis, devenue propriétaire du couvent des Filles-Pénitentes, fit de nombreuses acquisitions pour agrandir cet emplacement sur lequel elle voulait construire un palais. La partie située entre la rue d'Orléans-Saint-Honoré et la rue des Deux-Écus fut supprimée en 1577 pour agrandir l'hôtel que Catherine de Médicis projetait.
Une décision ministérielle du 3 germinal an X (24 mars 1802), signée Chaptal, fixe la largeur de la rue des Vieilles-Étuves à 8 mètres.
Par décret du 2 octobre 1865, la rue des Vieilles-Étuves-Saint-Honoré est fusionnée donnant naissance à la première partie de la rue Sauval.

Évolution de la rue des Vieilles-Étuves de 1230 à 1763
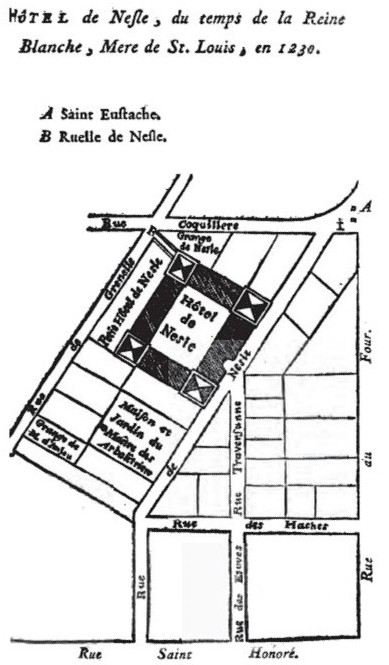
1230 - Hôtel de Nesle.
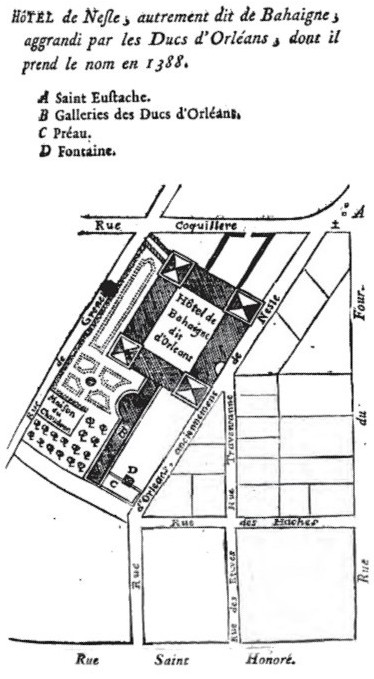
1388 - Hôtel de Bahaigne/d'Orléans.
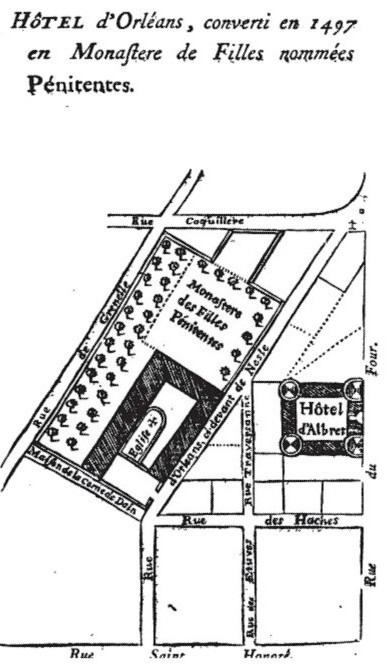
1497 - Monastère des Filles-Pénitentes/Hôtel d'Albert.
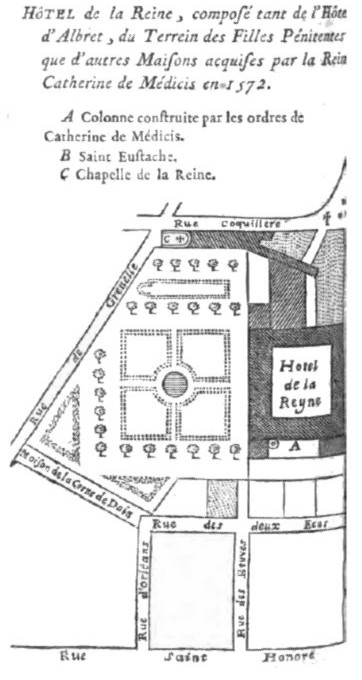
1572 - Hôtel de la Reine.
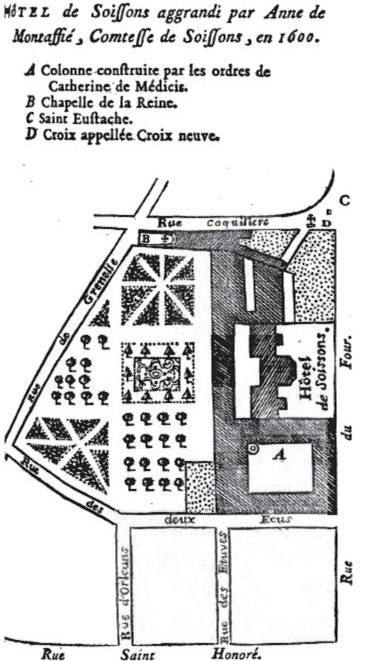
1600 - Hôtel de Soissons.
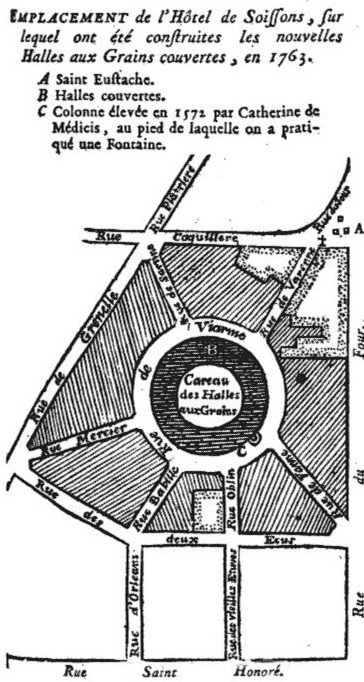
1763 - Halles aux Grains (avec confusion entre la rue de Varenne.